# Lista de prêmios e indicações recebidos por One Direction
One Direction, que abreviado é para 1D, é uma boyband pop formada no Reino Unido, em 2010. A banda assinou contrato com a gravadora de Simon Cowell a Syco Music depois de ter ficado na terceira colocação na sétima temporada do reality show musical britânicoThe X Factor. A boyband é composta pelos britânicos Harry Styles, Liam Payne, Zayn Malik, Louis Tomlinson, e pelo irlandês Niall Horan. Em 5 anos de carreira a banda é vencedora de três American Music Awards, três Billboard Music Awards, quatro MTV Video Music Awards, sete MTV Europe Music Awards, quatro BRIT Awards, vinte e três Teen Choice Awards, cinco BBC Radio 1 Teen Awards, quatorze Kids' Choice Awards, três Guinness World Records, cinco World Music Awards e outros importantes prêmios da música.

## American Music Awards
Os American Music Awards (AMA), é uma música americana anual premiação, criada por Dick Clark em 1973 para o ABC, quando o contrato da rede para apresentar o Grammy Awards expirado. Ao contrário dos Grammys, que são concedidas com base em votos dos membros da Academia de Gravação, a AMA de são determinados por uma votação dos compradores públicos e música. One Direction recebeu dois prêmios em cada cinco indicações..

| Ano  | Nomeados                        | Prêmio                                                                  | Resultado |
| ---- | ------------------------------- | ----------------------------------------------------------------------- | --------- |
| 2012 | Up All Night                    | Favorite Pop/Rock Album                                                 | Indicado  |
| 2012 | One Direction                   | Favorite Pop/Rock Band/Duo/Group                                        | Indicado  |
| 2012 | One Direction                   | Nova Artista do Ano                                                     | Indicado  |
| 2013 | Take Me Home                    | Favorite Pop/Rock Album                                                 | Venceu    |
| 2013 | One Direction                   | Favorite Pop/Rock Band/Duo/Group                                        | Venceu    |
| 2014 | Midnight Memories One Direction | Favorite Pop/Rock Album Favorite Pop/Rock Band/Duo/Group Artista do Ano | Venceu    |
| 2015 | One Direction One Direction     | Artista do Ano Favorite Pop/Rock Band/Duo/Group                         | Venceu    |

## La Família Awards Experience
O La Família Awards Experience (#LFA-E) é uma premiação anual, que premia os melhores do grupo La Família e os artistas com mais popularidade no mundo da música.
| Ano  | Nomeados     | Categoria    | Resultado |
| ---- | ------------ | ------------ | --------- |
| 2015 | Directioners | Biggest Fans | Indicado  |

## ARIA Music Awards
Os Australian Recording Industry Association Music Awards (vulgarmente conhecido como ARIA Music Awards ou ARIA Awards) é uma série anual de premiações noites celebrando a indústria musical australiana, colocar pela Australian Recording Industry Association (ARIA). One Direction recebeu dois prêmios de duas nomeações.
| Year | Nomeados      | Prêmio                    | Result |
| ---- | ------------- | ------------------------- | ------ |
| 2012 | One Direction | Best International Artist | Venceu |
| 2013 | One Direction | Best International Artist | Venceu |

## Bambi Awards
O Bambi, muitas vezes chamado simplesmente de Prémios Bambi e estilizado como BAMBI, são apresentados anualmente pela Hubert Burda de mídia para reconhecer a excelência na mídia internacional e na televisão ", com visão e criatividade que afetaram e inspiraram o público alemão desse ano", tanto nacionais como estrangeiros. One Direction ganhou um prêmio de uma nomeação.
| Year | Nomeados      | Prêmio            | Result |
| ---- | ------------- | ----------------- | ------ |
| 2012 | One Direction | Pop International | Venceu |